# Midori Goto
Midori Goto ou Midori Gotō (五嶋みどり, Gotō Midori) (Osaka, 25 de outubro de 1971) é uma violinista japonesa. Ela é mais conhecida simplesmente como Midori.

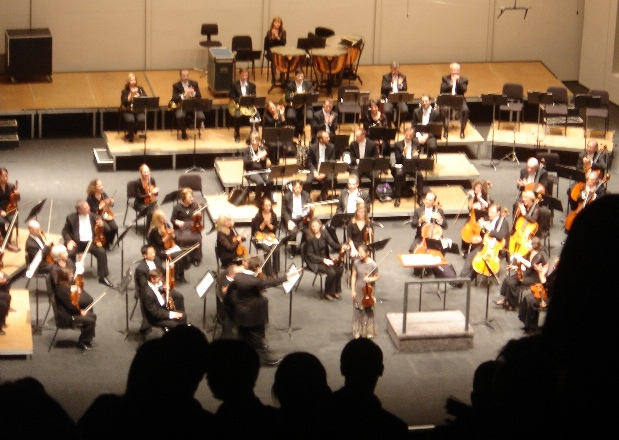
Midori no The Majestic Theatre, San Antonio, setembro 2007.

Midori toca um violino Guarnerius del Gesu "ex-Huberman" de 1734.
Na série de jogos eletrônicos Guitar Hero foi criada uma personagem em sua homenagem chamada Midori, que também é japonesa e uma ex-violinista, adepta do J-Rock.

## Discografia
- Paganini: 24 Caprices for Solo Violin, Op.1
- Bartók: Concerto No.1 for Violin and Orchestra, Op. Posth., Bartók: Concerto No.2 for Violin and Orchestra
- Midori "Live At Carnegie Hall"
- Dvořák: Concerto for Violin and Orchestra in A minor, Op. 53, Dvořák: Romance in F minor for Violin and Orchestra, Op. 11, Dvořák: Carnival Overture, Op 92
- Encore!
- Sibelius: Concerto for Violin and Orchestra in D minor, Op. 47, Bruch: Scottish Fantasy, Op. 46
- Franck: Sonata for Violin and Piano in A Major, Elgar: Sonata for Violin and Piano in E minor, Op. 82
- Tchaikovsky: Concerto for Violin and Orchestra in D Major, Op. 35, Shostakovich: Concerto for Violin and Orchestra No.1 in A minor
- Mozart: Sinfonia Concertante in E-flat Major, KV. 364/320d, Mozart: Concerto in D Major, KV. Anh. 56 (315f)
- Poulenc: Sonata for Violin and Piano, Debussy: Sonata in G Minor for Violin and Piano, Saint-Saëns: Sonata No.1 in D minor for Violin and Piano, Op. 75
- Midori's 20th Anniversary CD
- Mendelssohn: Concerto for Violin and Orchestra in E minor, Op. 64, Bruch: Concerto No.1 for Violin and Orchestra in G Minor, Op. 26